# Compagnia di codardi?
Compagnia di codardi? (Advance to the Rear) è un film statunitense del 1964 diretto da George Marshall.
Il film è ispirato al libro Company of Cowards di Jack Schaefer del 1957, ma anche ad un articolo di William Chamberlain pubblicato su Saturday Evening Post nel 1956.